# Klaus Roeder
Klaus Roeder (Stoccarda, 7 aprile 1948) è un musicista tedesco.
È noto per essere stato membro, dal 1973 al 1974, della band di musica elettronica tedesca dei Kraftwerk in qualità di violinista e chitarrista. Con i Kraftwerk, Roeder registrerà l'album Autobahn per poi abbandonare la band prima ancora che venissero terminate le registrazioni dell'album. In precedenza aveva militato come chitarrista in una band free jazz chiamata Synthesis.